# پاناس لیوبچنکو
پاناس لیوبچنکو (اوکراینی: Панас Петрович Любченко؛ ۱۴ ژانویهٔ ۱۸۹۷ – ۳۰ اوت ۱۹۳۷) سیاست‌مدار اهل امپراتوری روسیه بود. وی از ۲۸ آوریل ۱۹۳۴ تا ۳۰ اوت ۱۹۳۷ سومین نخست‌وزیر جمهوری اوکراین شوروی بود.
پاناس لیوبچنکو در ۳۰ اوت ۱۹۳۷، خودکشی‌ کرد.
وی همچنین برندهٔ جوایزی همچون نشان لنین شده‌است.